# Església de Font-rubí
L'església de Font-rubí és un edifici de Font-rubí (Alt Penedès) inclòs a l'Inventari del Patrimoni Arquitectònic de Catalunya.

## Descripció
El conjunt format per l'església parroquial de Font-rubí i la rectoria està situat a la part més alta del terme, sota la serra de Font-rubí. L'església és d'una sola nau, amb absis quadrat i coberta a dues vessants, que descansa sobre volta interior d'arc rebaixat i arcs torals. El campanar és de planta quadrada. La rectoria és adossada a l'església. Té coberta a dues vessants i consta de soterrani, planta baixa i golfes. La façana, de distribució simètrica, presenta com a elements més remarcables les galeries d'arcs, centrades.

## Història
L'església parroquial de Font-rubí, dedicada a sant Pere i sant Feliu, va ser el nucli a partir del qual va desenvolupar-se el poble. D'origen romànic, ha experimentat al llarg del temps nombroses modificacions. La documentació de què es disposa indica que l'església de Font-rubí pertanyia a la canònica de Santa Maria de Solsona ja al segle xi (butlla papal d'Urbà II, 1097). La rectoria fou utilitzada com a casa de colònies, actualment està en desús.